# سونی اریکسون اس۳۱۲
سونی اریکسون اس۳۱۲ (به انگلیسی: Sony Ericsson S312)، یک‌نمونه از گوشی‌های تلفن همراه سری اس (به انگلیسی: S) شرکت سونی اریکسون می‌باشد که توسط همین شرکت به بازار عرضه شده‌است.